# Heat Signature
Heat Signature est un jeu vidéo d'action et d'infiltration développé et édité par Suspicious Developments, sorti en 2017 sur Windows.

## Trame
Les personnages jouables sont des mercenaires indépendantistes dans le Drift une section de la galaxie où la guerre fait rage entre quatre factions, le mentor de chacun d'entre eux à récemment prit sa retraite, leur laissant la charge d'inspirer par leurs actes de défiance, des rébellions dans les stations spatiales occupées.

### Univers

#### Le Drift
Le Drift est une nébuleuse où une ressource rare l'Acid a attiré la corporation Sovereign, une giga corporation plus puissante qu'une majorité des gouvernements de l'univers, afin de vérifier la viabilité d'une mine dans le Drift, la corporation a envoyé un groupe d'éclaireur qui a perdu contact avec la corporation pendant 43 ans, qui a du survivre pendant 43 à partir de l'environnement de la nébuleuse et qui a construit les stations de la région créant une faction nommé Foundy.
Quand la corporation Sovereign est revenue dans le Drift, deux autres puissances étaient présentent en plus de la Foundry, les Glitcher, un groupe de mercenaires venu pour faire du profit à partir de l'Acid et l'entreprise Offworld Security, une entreprise spécialisé dans le maintien de la paix, venu à la suite d'un contrat d'une planète proche.

## Système de jeu
Le jeu se passe sous la forme de contrat pouvant aller d'un vol de matériel à l'une des quatre factions à la destruction d'une de leur forteresse. Chaque mission se passe sur un vaisseau, généré procéduralement, d'une des factions, qu'il faudra approcher à l'aide d'un Pod, un vaisseau monoplace agile prévu pour aborder les vaisseaux ennemis.
Une fois à bord il faudra faire son chemin jusqu'à son objectif, cela en affrontant ou évitant les gardes, en volant les cartes d'accès ou en se téléportant de l'autre coté des portes, en évitant de déclencher l'alarme ou en décidant de le faire intentionnellement.
Le jeu propose un large variété d'équipement et d'approche pour accomplir sa mission, certains équipement permettent de hacker un équipement ennemi, d'autres permettent de devenir invisible, d'autres encore étant de simple fusils.
Afin de rajouter à la complexité, les ennemis disposent eux aussi de matériel allant de la simple clef à molette au téléporteur en passant par le détecteur de mouvement.
Certaines missions demandent que des règles soient respectées, certaines demandant de ne pas avoir de témoin d'autres ayant une limite de temps.
Le niveau du personnage ne joue pas de rôle sur la difficulté des missions proposées, on peut faire une mission difficile même avec un personnage ayant à peine commencé sa carrière, cependant avec la libérations de stations viennent des missions proposées plus dures.
Lorsqu'une mission est réussie la faction indépendant gagne en réputation et lorsque la réputation de la faction est assez importante il est possible de libérer des stations. À noter qu'un personnage ayant déjà fait bon nombre de mission impressionnante apportera un réputation plus faible à chaque mission qu'il effectuera.

## Accueil

### Critique
- Canard PC : 6/10[1]
- Eurogamer : Recommandé[2]
- IGN : 8/10[3]
- USgamer : 3,5/5[4]

### Récompenses
Heat Signature a été nommé pour le Grand prix Seumas-McNally et a reçu une mention honorable dans la catégorie Excellence en Design lors de l'Independent Games Festival 2018.